# Douglass (cràter)

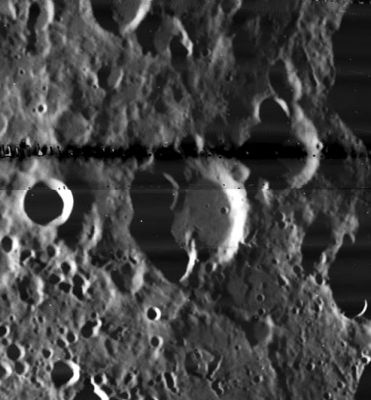
Imatge de la missió espacial Lunar Orbiter 5

Douglass és un cràter d'impacte situat a la cara oculta de la Lluna. Es troba al sud-oest del cràter Frost i al sud-sud-oest de la gran plana emmurallada del cràter Landau.
La vora occidental del cràter ha estat deformada per diversos impactes interiors, sobretot el romanent d'un cràter que produeix una osca cap a l'exterior a la vora nord-occidental. La vora sud-est del cràter interior actualment és poc més que una petita elevació sobre el fons de Douglass. Un altre impacte al llarg del costat sud ha produït una protuberància cap a l'exterior més petita i una porció del brocal forma un vorell prominent en la plataforma interior. Cràters més petits es troben al llarg de la vora en el nord-est. La resta del contorn apareix desgastat i arrodonit, amb el pis interior pràcticament a nivell i sense trets destacables.

## Cràters satèl·lit
Per convenció aquests elements són identificats en els mapes lunars posant la lletra en el costat del punt mitjà del cràter que està més prop de Douglass.
|          | \| Douglass \| Coordenades \| Diàmetre \| \| -------- \| -------------------------------------- \| -------- \| \| C \| 36° 42′ N, 121° 00′ O / 36.7°N,121.0°O \| 28 km \| \| X \| 38° 24′ N, 123° 48′ O / 38.4°N,123.8°O \| 23 km \| |          |
| Douglass | Coordenades | Diàmetre |
| C        | 36° 42′ N, 121° 00′ O / 36.7°N,121.0°O | 28 km    |
| X        | 38° 24′ N, 123° 48′ O / 38.4°N,123.8°O | 23 km    |